# Blythe (Kalifornia)
Blythe város az USA Kalifornia államában, Riverside megyében. Lakosainak száma 18 317 fő (2020. április 1.).

## Népesség
A település népességének változása:

| 2010 | 20 817 |
| 2020 | 18 317 |